# Joan Martínez Bàguena
Joan Martínez Bàguena o Juan Martínez Báguena (Valencia, 24 de mayo de 1897 - 19 de mayo de 1986) fue un compositor principalmente dedicado a la música teatral.

## Biografía
Se formó como músico con Francesc Antich, Ferran Galiana y Pere Sosa. La Banda Municipal de Valencia estrenó el año 1918 su primera obra: Suite Hespèria. Fue profesor de estética e historia de la música en el Institut Musical Salvador Giner de Valencia.
Es autor de obras para cor, canciones y obras instrumentales, aunque su producción principal se circunscribe al campo de la música teatral, donde cultivó la zarzuela, el sainete y la revista, con una nómina de 21 obras líricas. Entre las más representativas cabe destacar La de la falda de céfiro (1945) que va gozó de un éxito apoteósico en Buenos Aires, con más de 800 representaciones. En Valencia estrenó piezas con argumentos de temática local, como El rei Pepet (1935) y El Micalet de la Seu (1948).
Entre sus obras para orquesta cabe destacar Verbum Crucis, sobre las siete últimas palabras de Cristo en la Cruz, estrenada el año 1966 en la Catedral de Valencia en presencia del arzobispo Marcelino Olaechea, la suite Aigües Vives, el Himne de la Societat Coral El Micalet (1934) y Preclarum calicem (que no vería estrenada en vida).
Se concede el Premio Martínez-Báguena para a jóvenes violinistas valencianos, que han ganado María Carmen Antequera (1996), Raúl Arias López, David Marco, Vicente Huerta y Rubén Gimeno Martínez. El compositor cuenta con una calle dedicada a él en Valencia. En los últimos años, se han publicado varios discos dedicados a Martínez Bàguena: Homenaje a Juan Martínez Báguena (Alboraia: E.G.Tabalet, 2000), Juan Martínez Báguena (1897-1986): obras para piano (València: Universitat Politècnica de València, 2002) y Praeclàrum Càlicem: II Semana Internacional de Música Religiosa de Valencia 2004 (Madrid: Banco de Sonido, 2004).
El presidente de la Acadèmia de la Música Valenciana y de la Asociación de Profesores Músicos de Santa Cecilia, Juan Martínez-Báguena Espín, es hijo suyo. También tuvo otra hija, Soledad Martínez Espín, que mantuvo sus apellidos originales.

## Obras
- Aigües Vives, suite para orquesta
- Baix lo cel blau
- Lo ball de les campanes: ballet-fantasia valenciana, para banda
- Un beso
- La cueva de Yebra, para coro y orquesta
- Ecce panis Angelorum (1946), motete para barítono solo
- ¡España mía!, para voz i piano
- Fallera Major, pasodoble para banda
- Himne de la Societat Coral el Micalet (1934), para orquesta
- El hombre de cántaro, para coro y orquesta
- Marne: poema sinfónico, para banda
- Mi morena
- Misterio de fe, para a coro y orquesta
- Molinera manchega (1950), canción con letra de Alfredo Sendín Galiana y Ramón Sánchez Sarachaga
- Praeclàrum Càlicem, música religiosa, para coro y orquesta
- Reja
- Retablo sinfónico, para coro y orquesta
- La rondalla pasa: pasacalle (1960)
- Suite Hespèria (1918)
- València té un Micalet
- Verbum Crucis (1966), para orquestra

### Música teatral[2]
- El beso (1949)
- La caminera: suite en tres tiempos (1936), libreto de Ligori Ferrer Baixauli Ligoriet
- El chico del surtidor (1937), zarzuela con libreto de Enrique Beltrán Reoyo
- La cruzada (1940), zarzuela con libreto de Ligori Ferrer Baixauli
- La enamorada del silencio (1940), zarzuela con libreto de José Luis Almunia y Alfredo Sendín Galiana
- La de la falda de céfiro (1945), sainete en tres actes con libreto de Antonio Paso Díaz, Ligori Ferrer Baixauli y Antonio González Álvarez. El título hace referencia a un verso de la zarzuela La revoltosa, de Ruperto Chapí
- La mejor de la Ribera: zarzuela de costumbres valencianas, libreto de Ligori Ferrer Baixauli
- El Micalet de la Seu (1948), sainete con libreto de Josep Peris
- El rei Pepet (1935), sainete con libreto de Josep Maria Juan Garcia y Alfred Martí

### Música para piano
- Aires españoles
- El Carpio, pasodoble
- Destellos, impromptu andaluz
- Mazurka
- Suite española

### Obras de Joan Martínez Bàguena
- Juan Martínez Báguena: Aestesis: iniciación estética del músico en las Bellas Artes. Valencia: Imp. El Micalet, 1960
- Juan Martínez Báguena: Neodrez naval. Valencia: Editado por el autor, 1980

### Obras sobre Joan Martínez Bàguena
- Diversos autores: Historia de la Música de la Comunidad Valenciana. Valencia: Editorial Prensa Valenciana, 1992 ISBN 84-87502-21-0
- Roger Alier: La Zarzuela. Barcelona: Robinbook, 2002 ISBN 84-95601-54-0